# Войтово (Киевская область)
Во́йтово (укр. Войтове, в 1927—2016 — Во́йково) — село, входит в Згуровскую поселковую общину Броварского района Киевской области Украины. До 2020 года входило в состав Згуровского района.
Население по переписи 2001 года составляло 1049 человек.

## Местный совет
07621, Киевская область, Згурівський р-н, с. Войтово, вул. Чкалова,1 (укр.)